# Tadeusz Żabiński

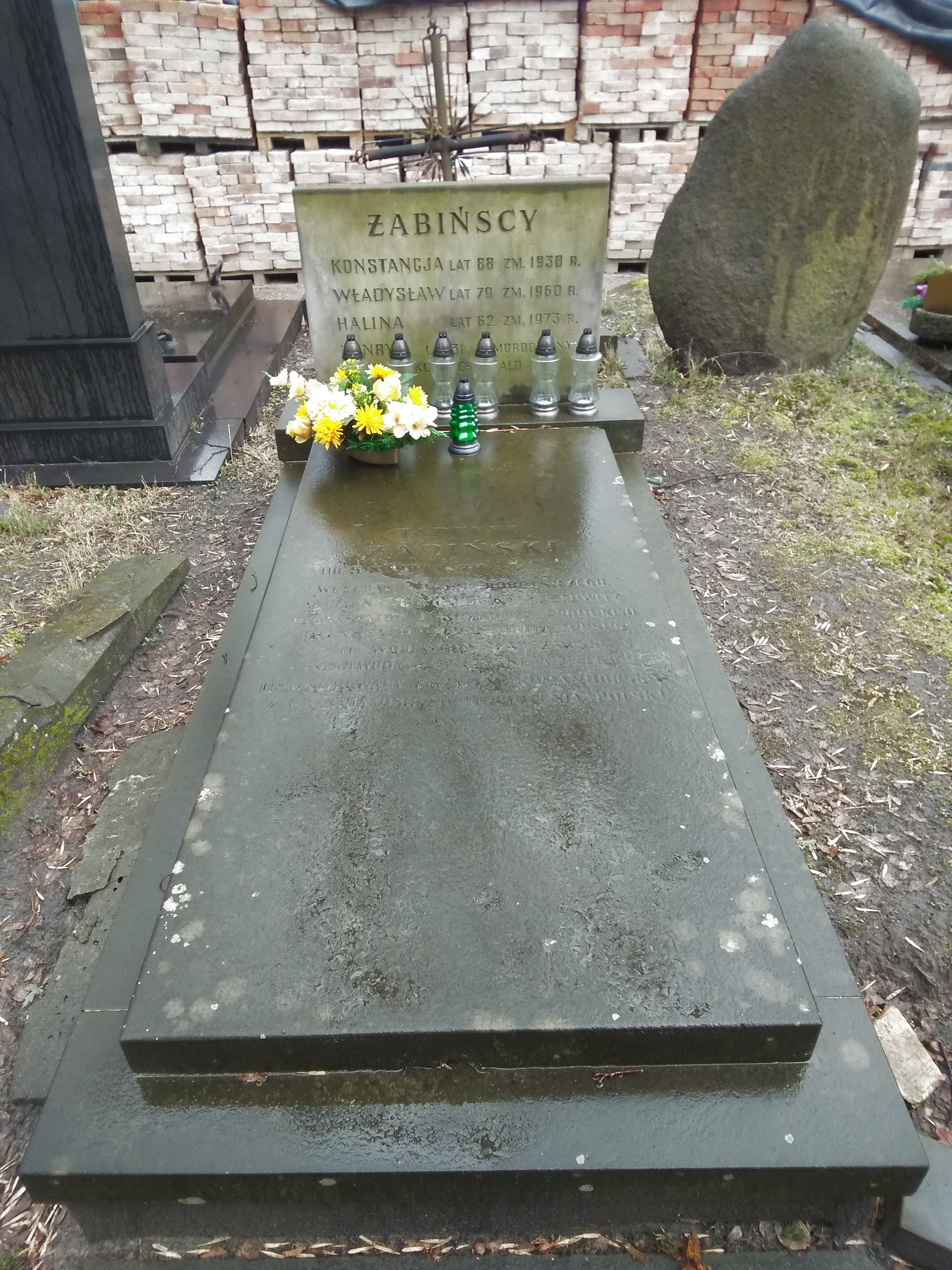
Grób Tadeusza Żabińskiego na cmentarzu Powązkowskim

Tadeusz Żabiński (ur. 5 października 1904 w Warszawie, zm. 1990) – polski polityk, działacz Polskiej Zjednoczonej Partii Robotniczej, urzędnik państwowy.

## Życiorys
Podczas okupacji hitlerowskiej był więziony w KL Auschwitz (numer obozowy 13303). Pełnił funkcję wicewojewody warszawskiego (1948–1950), przewodniczącego Wojewódzkiej Rady Narodowej w Szczecinie (1950–1951) i w Kielcach (1954–1956), skąd w sierpniu 1956 został usunięty na skutek akcji propagandowej przeprowadzonej przez tygodnik „Po prostu”. 25 maja 1956 na łamach tego czasopisma ukazał się felieton, który ujawnił, że Tadeusz Żabiński zajmował czternastopokojową willę i miał do dyspozycji dwa auta służbowe. Od lipca 1961 do marca 1965 był dyrektorem Urzędu do Spraw Wyznań.
Odznaczony Krzyżem Komandorskim z Gwiazdą Orderu Odrodzenia Polski. Pochowany na cmentarzu Powązkowskim w Warszawie (kwatera S-5-13).